# Tapuitklauwier
De tapuitklauwier (Lanioturdus torquatus) is een zangvogel uit de familie lelvliegenvangers (Platysteiridae).

## Verspreiding en leefgebied
Deze soort komt voor in Angola en centraal Namibië.